# Michael Schiechl
Michael Schiechl (* 29. Januar 1989 in Judenburg) ist ein österreichischer Eishockeyspieler, der seit Januar 2021 erneut bei den EC Graz 99ers in der ICE Hockey League unter Vertrag steht.

## Karriere
Schiechl begann seine Karriere beim EV Zeltweg. Als 16-Jähriger wechselte er nach Schweden und spielte die folgenden drei Jahre für Leksands IF. Im Sommer 2008 kehrte er schließlich nach Österreich zurück und lief ein Jahr für die Graz 99ers auf. Zur Saison 2009/10 wechselte er zum Ligakonkurrenten EC Red Bull Salzburg. Mit den Mozartstädtern gewann er 2010 den IIHF Continental Cup sowie den Österreichischen Meistertitel. Den nationalen Titelgewinn wiederholte Red Bull im Folgejahr, zudem gewann er mit dem Team aus Salzburg 2011 auch die European Trophy. 2012 wechselte er zu den Vienna Capitals in die österreichische Hauptstadt, für die er insgesamt vier Jahre auf dem Eis stand, bevor er 2016 nach Salzburg zurückkehrte. Nachdem er im Sommer 2020 bei den Roten Bullen keinen neuen Vertrag erhalten hatte, war er zunächst vereinslos, ehe er im Januar 2021 einen Kontrakt bei den Graz 99ers unterzeichnete.

### International

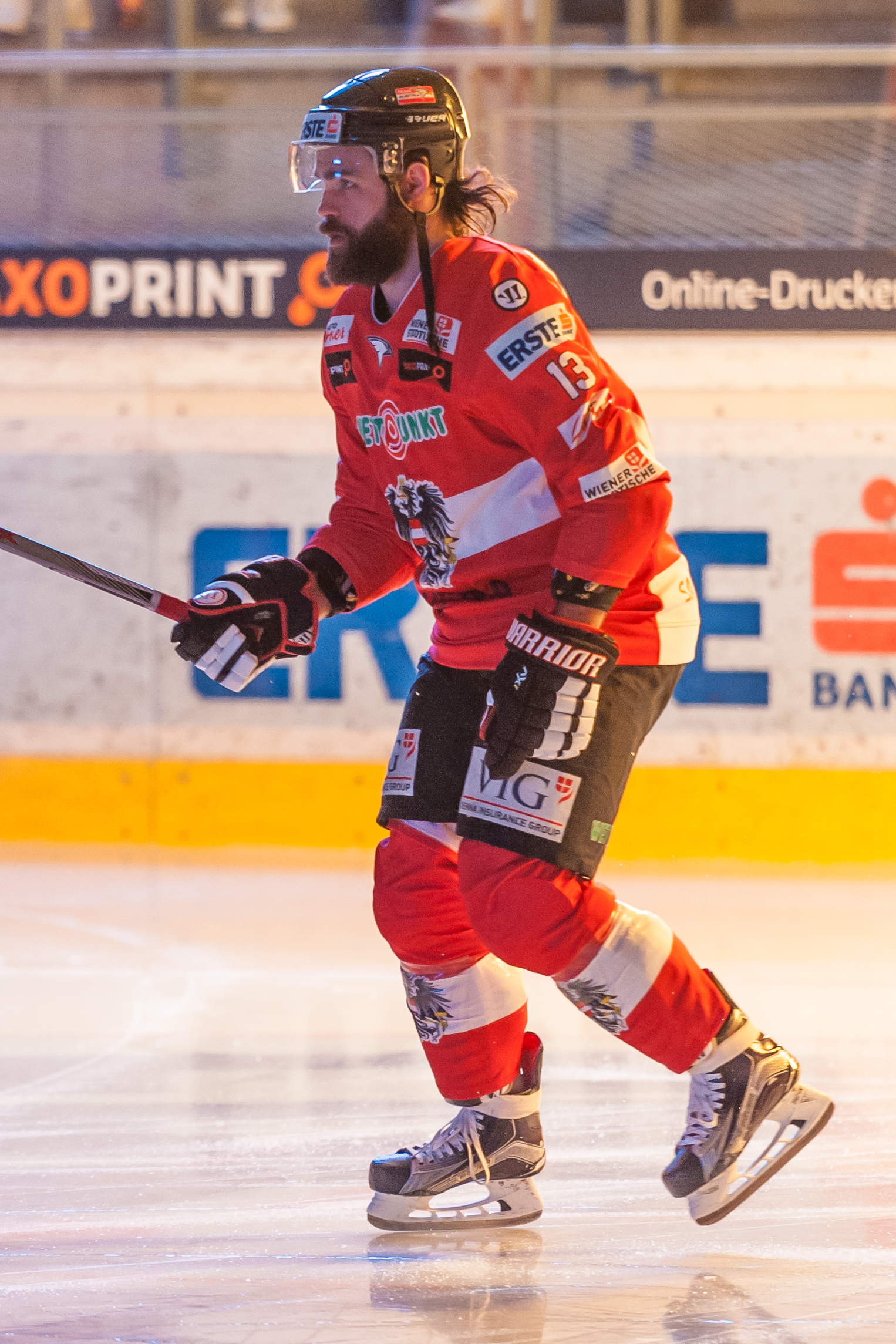
Michael Schiechl im Nationaltrikot (2016)

Für sein Heimatland spielte Schiechl bei den U18-Junioren-Weltmeisterschaften der Division I 2006 und 2007 sowie den U20-Junioren-Weltmeisterschaften der Division I 2007, 2008 und 2009. 2009 schaffte er mit den Österreichern den Aufstieg in die Top-Division, dabei war er bester gemeinsam mit seinem Landsmann Stefan Ulmer Vorlagengeber und nach seinen Landsleuten Stefan Ulmer und Thomas Hundertpfund drittbester Scorer der Turniergruppe.
Sein Debüt in der Seniorenauswahl gab Schiechl am 8. April 2009 in Innsbruck bei einem Freundschaftsspiel gegen Russland. An einer Weltmeisterschaft nahm er erstmals 2011 in der Slowakei teil. Dort wurde er nach Beendigung der Vorrunde als einer von zwei Akteuren nachnominiert, konnte den Abstieg der Alpenländler aus der Top-Division aber nicht verhindern. Danach wurde er erst 2014 wieder für eine Weltmeisterschaft nominiert. Beim Turnier der Division I in Goyang gelang ihm mit der österreichischen Equipe der Wiederaufstieg in die Top-Division. Nach dem zwischenzeitlichen Abstieg 2015, als Schiechl nicht dabei war, spielte er bei der Weltmeisterschaft 2016 erneut in der Division I, diesmal misslang jedoch der sofortige Wiederaufstieg.

## Erfolge und Auszeichnungen
- 2009 Aufstieg in die Top-Division bei der U20-Junioren-Weltmeisterschaft der Division I, Gruppe B
- 2009 Bester Vorlagengeber der U20-Junioren-Weltmeisterschaft der Division I, Gruppe B
- 2010 IIHF-Continental-Cup-Gewinn mit dem EC Red Bull Salzburg
- 2010 Österreichischer Meister mit dem EC Red Bull Salzburg
- 2011 Österreichischer Meister mit dem EC Red Bull Salzburg
- 2011 European-Trophy-Gewinn mit dem EC Red Bull Salzburg
- 2014 Aufstieg in die Top-Division bei der Weltmeisterschaft der Division I, Gruppe A

## Karrierestatistik
(Legende zur Spielerstatistik: Sp oder GP = absolvierte Spiele; T oder G = erzielte Tore; V oder A = erzielte Assists; Pkt oder Pts = erzielte Scorerpunkte; SM oder PIM = erhaltene Strafminuten; +/− = Plus/Minus-Bilanz; PP = erzielte Überzahltore; SH = erzielte Unterzahltore; GW = erzielte Siegtore; 1 Play-downs/Relegation; Kursiv: Statistik nicht vollständig)